# Zuclopenthixol
Zuclopenthixol (handelsnavne Cisordinol® og Clopixol®) er et 1. generations antipsykotikum der anvendes til behandling af psykotiske tilstande, fx ved skizofreni og mani. Zuclopenthixol er den rene cis isomer af clopenthixol, der også anvendes som antipsykotikum. Zuclopenthixol blev først markedsført i 1962 af Lundbeck.